# إقامة جبرية

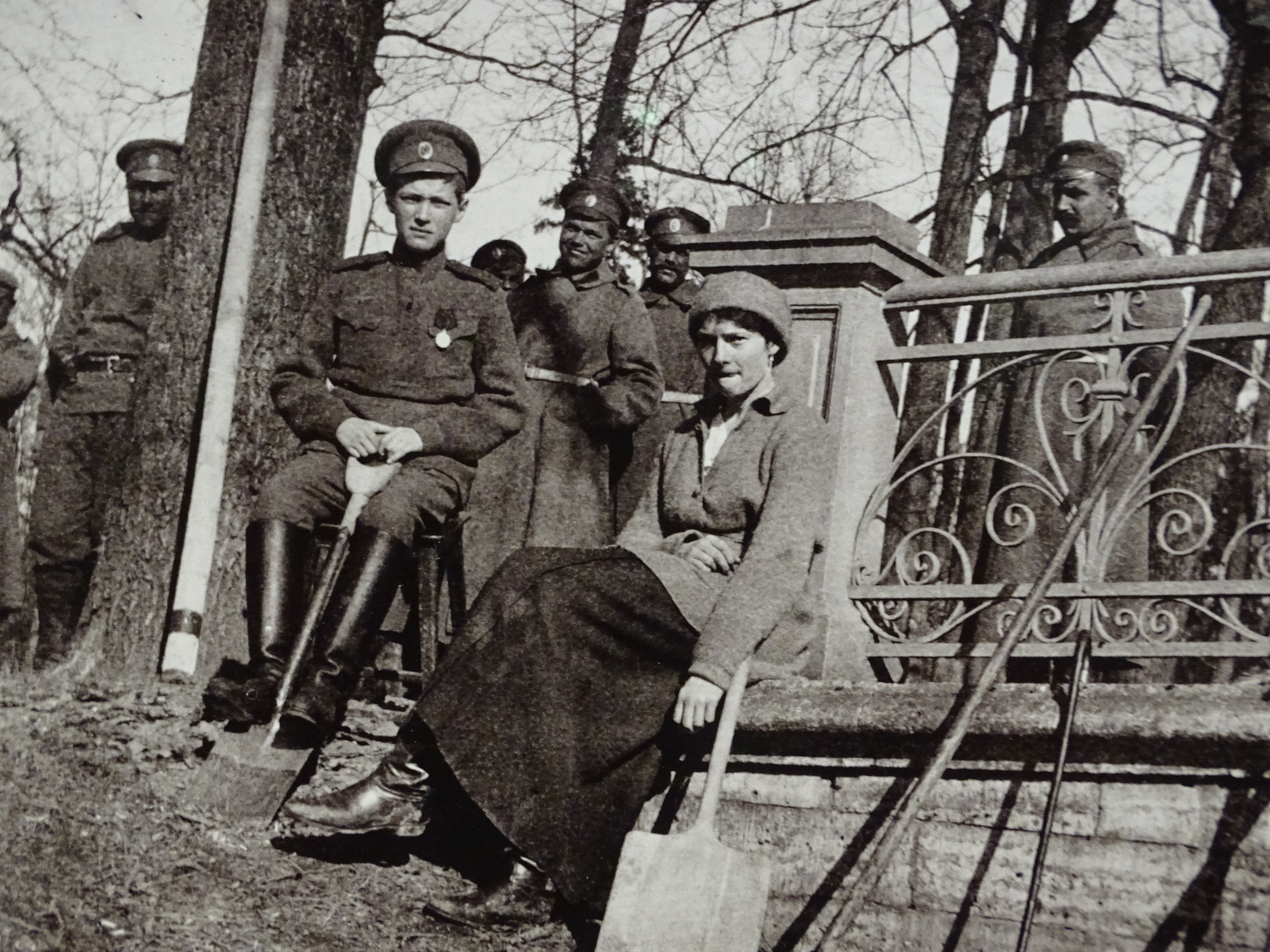

الإقامة الجبرية هي إحدى العقوبات المقيدة للحرية وتفرض عادة ضمن العقوبات الجنائية السياسية أو العقوبات الجنحية السياسية. (وتسمى أيضا الحبس المنزلي، والاحتجاز، أو المراقبة الإلكترونية) هو المقياس الذي يفرض على الشخص من جانب السلطات لفرض الإقامة. يمنع السفر عادة، إذا سمحت له على الإطلاق الإقامة الجبرية وهو بديل اقل شدة من السجن.
في حين أن تطبيق الإقامة الجبرية في أغلب حالتها هي لقضايا جنائية مشتركة عندما لا يكون السجن تدبيرا مناسبا، وغالبا ما يطبق كمصطلح لإبقاء الناس في منازلهم كإجراءات القمع السلطوي من قبل الحكومات السياسية. في هذه الحالة عادة ما يكون الشخص الذي تحت الإقامة الجبرية غير قادر على الوصول إلى وسائل الاتصال. وإذا ما سمح بالاتصالات الإلكترونية، تكون على الأرجح محادثات يتم رصدها عن طريق وحدات معينة.

## حالات إقامة جبرية تاريخية

### الجزائر
- تعرض أول رئيس للجزائر، السيد أحمد بن بلة، بعد أن انقلب عليه هواري بومدين سنة 1965 للسجن ثم الإقامة الجبرية ابتداء من سنة 1980.و ايضا في فترة الاحتلال (1830-1962)مارست فرنسا هذا الاسلوب على الشخصيات السياسية التي ظهرت في الحركة الوطنية (1919-1953)كرد فعل قمعي اتجاه مطالبهم و مقاوماتهم

### مصر
- ابن الهيثم، تعرض العالِم في مصر للإقامة الجبرية فرضها عليه الحاكم بأمر الله سنة 1011م واستمرت حتى وفاة الحاكم سنة 1021م.
- فرضت أيضاً على محمد نجيب، أول رئيس لمصر بعد سقوط الملكية، بعد انقلاب جمال عبد الناصر عليه سنة 1954.

### تونس
- الحبيب بورقيبة، رئيس تونس السابق. تم خلعه في انقلاب عسكري في عام 1987 واحتجز في الإقامة الجبرية.
- تم عزل محمد الأمين باي، ملك تونس السابق، في عام 1957 من قبل الحبيب بورقيبة واحتجز في الإقامة الجبرية.

### السودان
- عمر البشير، في 2019 11 أبريل، أقالت القوات المسلحة السودانية الرئيس المخلوع عمر البشير، وتم وضعه على الفور تحت الإقامة الجبرية حتى عزله عن السلطة مع تشكيل المجلس الانتقالي الحالي.